# Oblique Seville
Oblique Seville, född 16 mars 2001, är en jamaicansk friidrottare som tävlar i kortdistanslöpning.
Vid Världsmästerskapen i friidrott 2023 slutade Seville på fjärde plats på finalen på 100 meter. Han ingick också i det jamaicanska laget som tog brons på 4 x 100 meter.